# Grad Vajškra
Koordinati:   46°38′32.51″N, 13°53′48.98″E
Grad Vajškra (nem. Landskron) oziroma njegove ruševine se nahajajo severovzhodno od  Beljak na zahodnjem vznožju  Osojske Ture na skalnem vrhu platoja, ki se 135 m dviga nad ravnino.  Pod grajsko skalo leži naselje Št. Andraž na zahodnem delu  Osojsko jezero, nedaleč od Beljaškega predela  Vajškre.
V okviru kompleksa grajskih ruševin je v poletnih mesecih razstava  ptic roparic. 

## Zgodovina
Kraj je leta 878 omenjen v darovnici lastnine bavarskemu samostanu   Altötting. Leta 1028 je grof  Ozzi ustanovitelj samostana v  Osojah lastnik območja, na katerem so grofje Strmški zgradili grad.  Leta 1330 je grad z gospostvom s prodajo prešel v last  Ortenburžanov.  Pod imenom Landskron pa se prvič pojavi v listini iz 25. julija 1351.
Z zamenjavo grad in gospostvo leta 1355 pridobijo  Habsburžani od njih pa leta  1392 v zastavo Celjski grofje.  V letih 1436–1447 je bil v zastavi gospodom  Stubenberških. Leta 1511 ga je cesar  Maksimilijan I.  podaril   Viteškemu redu sv. Jurija, ki ga po požaru leta 1542 niso obnovili.
Leta 1542 je grad pridobil Krištof Khevenhüller. Od  1543 je nosila družina predikat  "von Landskron", grad pa je postal sedež  Khevenhüller-jev. Pod  Khevenhüllerji je bil grad  dograjen in razširjen; od 1600 je grad Vajškra krasen gosposki renesančni sedež  in je imel dvojno obročno obzidje s sedmimi stolpi. Veljal je za središče družabnega življenja Koroške dežele. Leta  1552 je prišel na obisk celo cesar  Karel V..  Po zasegu gradu kot dela razlastitve protestantskega plemstva, ki je bila izvedena leta 1628, je posest leta  1639 pridobil grof  Dietrichstein.
Zaradi svoje izpostavljene pozicije je grad  večkrat zajel  požar zaradi udarov strele (zgodnje 16. stoletje, 1542, 1585 in 1812). Po zadnjem požaru streha ni bila več popravljena in stavba je bila prepuščena propadanju. 
Leta 1953 je  grajsko poslopje revitaliziral Hans Maresch, eden od največjih lastnikov gozdov v Rožu. Grad se sedaj uporablja v turistične namene.

## Spletne povezave
- Knjiga avstrijskih jezer
- Arena orlov Grad Vajškra
- Grad Vajškra na Koroškem
- 360° Fotografije z gradu Vajškra
- Lovec na zaklade iz Vajškre